# Campeonato de Primera B 2015 (Argentina)
El Campeonato de Primera B 2015, fue la octogésima tercera edición del torneo, tercera división del fútbol argentino en el orden de los clubes directamente afiliados a la AFA. Comenzó el 14 de febrero y finalizó el 7 de diciembre.
Los nuevos participantes fueron: Defensores de Belgrano, Flandria y Deportivo Riestra, ascendidos de la Primera C 2014.
Se consagró campeón el Club Atlético Brown, que logró así el ascenso a la Primera B Nacional, al igual que el Club Almagro, ganador del torneo reducido por el segundo ascenso. 
Se produjeron, también, dos descensos por promedio a la Primera C y clasificaron para disputar la Copa Argentina 2015-16 el campeón y los 4 semifinalistas del reducido.

## Ascensos y descensos
| Descendidos de la Primera B 2014 |
| -------------------------------- |
| No hubo                          |

| Posición   | Ascendidos de la Primera C 2014 |
| ---------- | ------------------------------- |
| 1.° Zona A | Defensores de Belgrano          |
| 1.° Zona B | Flandria                        |
| Gan. Red.  | Deportivo Riestra               |

| Posición   | Ascendidos a la Primera B Nacional 2015 |
| ---------- | --------------------------------------- |
| 1.º Zona A | Chacarita Juniors                       |
| 1.º Zona B | Los Andes                               |
| Gan. Red.  | Villa Dálmine                           |

| Descendidos de la Primera B Nacional 2014 |
| ----------------------------------------- |
| No hubo                                   |

## Equipos participantes
| Equipo                 | Localidad           | Estadio                      | Capacidad |
| ---------------------- | ------------------- | ---------------------------- | --------- |
| Acassuso               | Boulogne            | La Quema                     | 800       |
| Almagro                | José Ingenieros     | Tres de Febrero              | 19 000    |
| Almirante Brown        | San Justo           | Fragata Presidente Sarmiento | 25 000    |
| Atlanta                | Buenos Aires        | Don León Kolbovsky           | 14 000    |
| Barracas Central       | Buenos Aires        | Claudio Chiqui Tapia         | 4400      |
| Brown                  | Adrogué             | Lorenzo Arandilla            | 3000      |
| Colegiales             | Vicente López       | Colegiales                   | 6500      |
| Comunicaciones         | Buenos Aires        | Alfredo Ramos                | 3500      |
| Defensores de Belgrano | Buenos Aires        | Juan Pasquale                | 9000      |
| Deportivo Armenio      | Ingeniero Maschwitz | Armenia                      | 10 500    |
| Deportivo Español      | Buenos Aires        | Nueva España                 | 35 000    |
| Deportivo Merlo        | Parque San Martín   | José Manuel Moreno           | 10 000    |
| Deportivo Morón        | Morón               | Nuevo Francisco Urbano       | 32 000    |
| Deportivo Riestra      | Buenos Aires        | Guillermo Laza               | 3000      |
| Estudiantes            | Caseros             | Ciudad de Caseros            | 16 740    |
| Fénix                  | Pilar               | No posee                     | -         |
| Flandria               | Jáuregui            | Carlos V                     | 5000      |
| Platense               | Vicente López       | Ciudad de Vicente López      | 31 030    |
| Sportivo Italiano      | Ciudad Evita        | República de Italia          | 7000      |
| Tristán Suárez         | Tristán Suárez      | 20 de Octubre                | 15 000    |
| UAI Urquiza            | Villa Lynch         | Monumental de Villa Lynch    | 1000      |
| Villa San Carlos       | Berisso             | Genacio Sálice               | 4000      |

### Distribución geográfica de los equipos
| Región                                   | Cant. | Equipos |
| ---------------------------------------- | ----- | --- |
| Conurbano bonaerense                     | 15    | Acassuso, Almagro, Almirante Brown, Brown de Adrogué, Colegiales, Deportivo Armenio, Deportivo Merlo, Deportivo Morón, Estudiantes, Fénix, Platense, Sportivo Italiano, Tristán Suárez, UAI Urquiza y Villa San Carlos. |
| Ciudad de Buenos Aires                   | 6     | Atlanta, Barracas Central, Comunicaciones, Defensores de Belgrano, Deportivo Español y Deportivo Riestra. |
| Interior de la provincia de Buenos Aires | 1     | Flandria. |

## Formato

### Competición
Se disputó un torneo todos contra todos a dos ruedas, local y visitante, con un total de 42 fechas. 

### Ascensos
Ascendendieron a la Primera B Nacional el ganador del campeonato regular y el vencedor de un torneo reducido disputado por el segundo, el tercero, el cuarto, el quinto, el sexto, el séptimo y el octavo.
El reducido se disputó mediante una primera ronda de partidos de ida, para luego determinar unas semifinales y una final de ida y vuelta.

### Descensos
Los equipos que al finalizar la temporada ocuparon los dos últimos lugares de la tabla de promedios perdieron la categoría, descendiendo a Primera C.

### Clasificación a la Copa Argentina 2015-16
El campeón del torneo y los cuatro equipos clasificados a las semifinales del torneo reducido obtuvieron la clasificación a los treintaidosavos de final de la Copa Argentina 2015-16.

## Tabla de posiciones final
| Pos  | Equipo                 | Pts | PJ | PG | PE | PP | GF | GC | Dif |
| ---- | ---------------------- | --- | -- | -- | -- | -- | -- | -- | --- |
| 01.º | Brown de Adrogué       | 81  | 42 | 23 | 12 | 7  | 60 | 30 | 30  |
| 02.º | Estudiantes            | 80  | 42 | 22 | 14 | 6  | 56 | 32 | 24  |
| 03.º | Defensores de Belgrano | 79  | 42 | 21 | 16 | 5  | 44 | 24 | 20  |
| 04.º | Atlanta                | 73  | 42 | 22 | 7  | 13 | 67 | 41 | 26  |
| 05.º | Barracas Central       | 64  | 42 | 17 | 13 | 12 | 50 | 43 | 7   |
| 06.º | Deportivo Morón        | 62  | 42 | 16 | 14 | 12 | 46 | 41 | 5   |
| 07.º | Almagro                | 60  | 42 | 16 | 12 | 14 | 38 | 32 | 6   |
| 08.º | Tristán Suárez         | 58  | 42 | 16 | 10 | 16 | 47 | 45 | 2   |
| 09.º | Platense               | 57  | 42 | 15 | 12 | 15 | 41 | 43 | -2  |
| 10.º | Colegiales             | 56  | 42 | 14 | 14 | 14 | 48 | 46 | 2   |
| 11.º | Flandria               | 54  | 42 | 13 | 15 | 14 | 31 | 33 | -2  |
| 12.º | Fénix                  | 53  | 42 | 12 | 17 | 13 | 35 | 33 | 2   |
| 13.º | Comunicaciones         | 51  | 42 | 11 | 18 | 13 | 39 | 43 | -4  |
| 14.º | Deportivo Riestra      | 51  | 42 | 13 | 12 | 17 | 52 | 63 | -11 |
| 15.º | Acassuso               | 47  | 42 | 10 | 17 | 15 | 22 | 34 | -12 |
| 16.º | Deportivo Armenio      | 46  | 42 | 12 | 10 | 20 | 27 | 40 | -13 |
| 17.º | UAI Urquiza            | 45  | 42 | 9  | 18 | 15 | 32 | 40 | -8  |
| 18.º | Deportivo Español      | 44  | 42 | 9  | 17 | 16 | 36 | 47 | -11 |
| 19.º | Sportivo Italiano      | 44  | 42 | 10 | 14 | 18 | 38 | 52 | -14 |
| 20.º | Almirante Brown        | 43  | 42 | 11 | 10 | 21 | 47 | 63 | -16 |
| 21.º | Villa San Carlos       | 42  | 42 | 8  | 18 | 16 | 34 | 45 | -11 |
| 22.º | Deportivo Merlo 1      | 37  | 42 | 9  | 16 | 17 | 36 | 56 | -20 |

|  |

|  | |
|  | Campeón. Ascendió a la Primera B Nacional y clasificó a la Copa Argentina 2015-16.                     |
|  | Clasificados al torneo reducido por el segundo ascenso y la clasificación a la Copa Argentina 2015-16. |

1: Se le descontaron 6 puntos.

### Evolución de las posiciones

#### Primera rueda
| Equipo / Fecha    |      |      |      |      |      |      |      |      |      |      |      |      |      |      |      |      |      |      |      |      |      |
| Equipo / Fecha    | 01   | 02   | 03   | 04   | 05   | 06   | 07   | 08   | 09   | 10   | 11   | 12   | 13   | 14   | 15   | 16   | 17   | 18   | 19   | 20   | 21   |
| ----------------- | ---- | ---- | ---- | ---- | ---- | ---- | ---- | ---- | ---- | ---- | ---- | ---- | ---- | ---- | ---- | ---- | ---- | ---- | ---- | ---- | ---- |
| Acassuso          | 05.º | 12.º | 13.º | 14.º | 14.º | 08.º | 12.º | 08.º | 10.º | 14.º | 10.º | 11.º | 11.º | 09.º | 09.º | 11.º | 10.º | 12.º | 13.º | 14.º | 14.º |
| Almagro           | 17.º | 20.º | 21.º | 20.º | 20.º | 20.º | 20.º | 20.º | 20.º | 20.º | 22.º | 22.º | 20.º | 20.º | 21.º | 21.º | 21.º | 21.º | 21.º | 21.º | 21.º |
| Almirante Brown   | 03.º | 01.º | 03.º | 09.º | 09.º | 06.º | 07.º | 06.º | 11.º | 06.º | 08.º | 05.º | 04.º | 03.º | 06.º | 09.º | 11.º | 09.º | 10.º | 12.º | 10.º |
| Atlanta           | 01.º | 03.º | 06.º | 08.º | 05.º | 09.º | 09.º | 14.º | 08.º | 09.º | 05.º | 07.º | 05.º | 08.º | 10.º | 07.º | 04.º | 02.º | 03.º | 05.º | 03.º |
| Barracas Central  | 17.º | 07.º | 11.º | 06.º | 07.º | 04.º | 05.º | 04.º | 04.º | 03.º | 03.º | 03.º | 03.º | 06.º | 08.º | 05.º | 07.º | 07.º | 05.º | 06.º | 04.º |
| Brown de Adrogué  | 04.º | 02.º | 01.º | 01.º | 01.º | 01.º | 01.º | 01.º | 01.º | 01.º | 01.º | 01.º | 02.º | 02.º | 02.º | 02.º | 02.º | 04.º | 02.º | 02.º | 02.º |
| Colegiales        | 17.º | 08.º | 07.º | 07.º | 10.º | 11.º | 14.º | 17.º | 19.º | 15.º | 14.º | 17.º | 14.º | 14.º | 14.º | 14.º | 12.º | 11.º | 12.º | 11.º | 12.º |
| Comunicaciones    | 05.º | 11.º | 12.º | 12.º | 12.º | 16.º | 19.º | 19.º | 16.º | 13.º | 15.º | 15.º | 17.º | 17.º | 18.º | 18.º | 18.º | 20.º | 17.º | 20.º | 20.º |
| Def. de Belgrano  | 11.º | 04.º | 08.º | 04.º | 02.º | 03.º | 02.º | 02.º | 02.º | 02.º | 02.º | 02.º | 01.º | 01.º | 01.º | 01.º | 01.º | 01.º | 01.º | 01.º | 01.º |
| Deportivo Armenio | 17.º | 21.º | 15.º | 17.º | 18.º | 15.º | 10.º | 15.º | 14.º | 16.º | 16.º | 13.º | 15.º | 16.º | 15.º | 15.º | 16.º | 17.º | 15.º | 17.º | 15.º |
| Deportivo Español | 21.º | 19.º | 19.º | 21.º | 17.º | 13.º | 13.º | 18.º | 12.º | 11.º | 13.º | 14.º | 16.º | 15.º | 16.º | 17.º | 17.º | 19.º | 20.º | 16.º | 17.º |
| Deportivo Merlo   | 09.º | 22.º | 22.º | 22.º | 22.º | 22.º | 22.º | 21.º | 21.º | 21.º | 20.º | 20.º | 22.º | 22.º | 22.º | 22.º | 22.º | 22.º | 22.º | 22.º | 22.º |
| Deportivo Morón   | 09.º | 14.º | 09.º | 11.º | 08.º | 10.º | 06.º | 09.º | 07.º | 08.º | 07.º | 10.º | 10.º | 13.º | 12.º | 12.º | 13.º | 13.º | 09.º | 10.º | 11.º |
| Deportivo Riestra | 11.º | 05.º | 02.º | 02.º | 04.º | 02.º | 03.º | 03.º | 03.º | 04.º | 06.º | 04.º | 07.º | 05.º | 03.º | 04.º | 03.º | 03.º | 06.º | 03.º | 06.º |
| Estudiantes       | 11.º | 15.º | 17.º | 13.º | 13.º | 17.º | 18.º | 13.º | 18.º | 18.º | 18.º | 15.º | 12.º | 10.º | 11.º | 08.º | 05.º | 05.º | 04.º | 04.º | 05.º |
| Fénix             | 16.º | 09.º | 05.º | 03.º | 03.º | 05.º | 04.º | 05.º | 06.º | 05.º | 11.º | 12.º | 13.º | 12.º | 13.º | 13.º | 14.º | 14.º | 14.º | 13.º | 13.º |
| Flandria          | 05.º | 05.º | 10.º | 05.º | 06.º | 07.º | 08.º | 07.º | 05.º | 07.º | 04.º | 08.º | 09.º | 07.º | 05.º | 06.º | 09.º | 06.º | 08.º | 08.º | 08.º |
| Platense          | 15.º | 16.º | 18.º | 18.º | 19.º | 19.º | 16.º | 12.º | 15.º | 12.º | 09.º | 06.º | 08.º | 11.º | 07.º | 10.º | 08.º | 10.º | 11.º | 09.º | 09.º |
| Sportivo Italiano | 05.º | 13.º | 14.º | 16.º | 16.º | 12.º | 11.º | 16.º | 17.º | 19.º | 19.º | 19.º | 19.º | 19.º | 19.º | 16.º | 15.º | 15.º | 16.º | 18.º | 16.º |
| Tristán Suárez    | 01.º | 09.º | 04.º | 10.º | 11.º | 14.º | 17.º | 11.º | 09.º | 10.º | 12.º | 09.º | 06.º | 04.º | 03.º | 03.º | 06.º | 08.º | 07.º | 07.º | 07.º |
| UAI Urquiza       | 21.º | 18.º | 20.º | 15.º | 15.º | 18.º | 15.º | 10.º | 13.º | 17.º | 17.º | 18.º | 18.º | 18.º | 17.º | 19.º | 19.º | 16.º | 18.º | 19.º | 19.º |
| Villa San Carlos  | 11.º | 17.º | 16.º | 19.º | 21.º | 21.º | 21.º | 22.º | 22.º | 22.º | 21.º | 21.º | 21.º | 21.º | 20.º | 20.º | 20.º | 18.º | 19.º | 15.º | 18.º |

| 1. |

#### Segunda rueda
| Equipo / Fecha    |      |      |      |      |      |      |      |      |      |      |      |      |      |      |      |      |      |      |      |      |      |
| Equipo / Fecha    | 22   | 23   | 24   | 25   | 26   | 27   | 28   | 29   | 30   | 31   | 32   | 33   | 34   | 35   | 36   | 37   | 38   | 39   | 40   | 41   | 42   |
| ----------------- | ---- | ---- | ---- | ---- | ---- | ---- | ---- | ---- | ---- | ---- | ---- | ---- | ---- | ---- | ---- | ---- | ---- | ---- | ---- | ---- | ---- |
| Acassuso          | 14.º | 16.º | 13.º | 14.º | 15.º | 15.º | 15.º | 15.º | 16.º | 17.º | 18.º | 18.º | 18.º | 18.º | 18.º | 19.º | 19.º | 17.º | 18.º | 18.º | 15.º |
| Almagro           | 18.º | 17.º | 16.º | 13.º | 12.º | 10.º | 11.º | 10.º | 10.º | 10.º | 11.º | 10.º | 08.º | 08.º | 09.º | 10.º | 10.º | 08.º | 07.º | 07.º | 07.º |
| Almirante Brown   | 10.º | 12.º | 15.º | 16.º | 13.º | 14.º | 13.º | 13.º | 12.º | 13.º | 14.º | 15.º | 15.º | 16.º | 16.º | 16.º | 17.º | 19.º | 19.º | 19.º | 20.º |
| Atlanta           | 06.º | 05.º | 03.º | 02.º | 02.º | 04.º | 04.º | 04.º | 04.º | 04.º | 04.º | 04.º | 04.º | 04.º | 04.º | 04.º | 04.º | 04.º | 04.º | 04.º | 04.º |
| Barracas Central  | 04.º | 06.º | 06.º | 07.º | 06.º | 08.º | 09.º | 07.º | 07.º | 06.º | 06.º | 06.º | 06.º | 06.º | 07.º | 06.º | 06.º | 06.º | 06.º | 06.º | 05.º |
| Brown de Adrogué  | 02.º | 02.º | 04.º | 03.º | 03.º | 02.º | 02.º | 02.º | 02.º | 01.º | 01.º | 01.º | 02.º | 01.º | 01.º | 01.º | 01.º | 01.º | 02.º | 02.º | 01.º |
| Colegiales        | 11.º | 11.º | 12.º | 12.º | 14.º | 12.º | 12.º | 12.º | 11.º | 11.º | 10.º | 11.º | 09.º | 10.º | 08.º | 08.º | 08.º | 10.º | 08.º | 08.º | 10.º |
| Comunicaciones    | 19.º | 20.º | 20.º | 20.º | 20.º | 18.º | 18.º | 16.º | 14.º | 15.º | 12.º | 13.º | 13.º | 14.º | 12.º | 11.º | 12.º | 12.º | 12.º | 12.º | 13.º |
| Def. de Belgrano  | 01.º | 01.º | 01.º | 01.º | 01.º | 01.º | 01.º | 01.º | 01.º | 02.º | 02.º | 02.º | 01.º | 03.º | 02.º | 03.º | 03.º | 03.º | 03.º | 03.º | 03.º |
| Deportivo Armenio | 16.º | 14.º | 17.º | 17.º | 17.º | 17.º | 16.º | 17.º | 18.º | 16.º | 15.º | 16.º | 16.º | 15.º | 13.º | 14.º | 15.º | 16.º | 16.º | 16.º | 16.º |
| Deportivo Español | 15.º | 13.º | 14.º | 15.º | 16.º | 16.º | 17.º | 18.º | 17.º | 18.º | 17.º | 17.º | 19.º | 20.º | 20.º | 21.º | 21.º | 20.º | 21.º | 21.º | 18.º |
| Deportivo Merlo   | 22.º | 22.º | 22.º | 22.º | 22.º | 22.º | 21.º | 21.º | 22.º | 22.º | 22.º | 22.º | 22.º | 22.º | 22.º | 22.º | 22.º | 22.º | 22.º | 22.º | 22.º |
| Deportivo Morón   | 12.º | 09.º | 08.º | 09.º | 09.º | 09.º | 08.º | 06.º | 06.º | 05.º | 05.º | 05.º | 05.º | 05.º | 05.º | 05.º | 05.º | 05.º | 05.º | 05.º | 06.º |
| Deportivo Riestra | 07.º | 07.º | 07.º | 08.º | 07.º | 06.º | 06.º | 09.º | 08.º | 08.º | 09.º | 09.º | 12.º | 13.º | 15.º | 15.º | 13.º | 15.º | 13.º | 14.º | 14.º |
| Estudiantes       | 03.º | 03.º | 02.º | 04.º | 04.º | 03.º | 03.º | 03.º | 03.º | 03.º | 03.º | 03.º | 03.º | 02.º | 03.º | 02.º | 02.º | 02.º | 01.º | 01.º | 02.º |
| Fénix             | 13.º | 15.º | 11.º | 10.º | 10.º | 11.º | 10.º | 11.º | 13.º | 12.º | 13.º | 12.º | 11.º | 11.º | 11.º | 09.º | 09.º | 11.º | 11.º | 11.º | 12.º |
| Flandria          | 08.º | 08.º | 10.º | 11.º | 11.º | 13.º | 14.º | 14.º | 15.º | 14.º | 16.º | 14.º | 14.º | 12.º | 14.º | 13.º | 14.º | 14.º | 14.º | 13.º | 11.º |
| Platense          | 09.º | 10.º | 09.º | 06.º | 08.º | 07.º | 07.º | 08.º | 09.º | 09.º | 08.º | 08.º | 10.º | 09.º | 10.º | 12.º | 11.º | 09.º | 10.º | 10.º | 09.º |
| Sportivo Italiano | 17.º | 18.º | 18.º | 18.º | 18.º | 19.º | 19.º | 20.º | 20.º | 19.º | 19.º | 19.º | 20.º | 19.º | 19.º | 18.º | 17.º | 18.º | 17.º | 17.º | 19.º |
| Tristán Suárez    | 05.º | 04.º | 05.º | 05.º | 05.º | 05.º | 05.º | 05.º | 05.º | 07.º | 07.º | 07.º | 07.º | 07.º | 06.º | 07.º | 07.º | 07.º | 09.º | 09.º | 08.º |
| UAI Urquiza       | 21.º | 21.º | 21.º | 21.º | 21.º | 21.º | 22.º | 22.º | 21.º | 21.º | 21.º | 20.º | 17.º | 17.º | 17.º | 17.º | 16.º | 13.º | 15.º | 15.º | 17.º |
| Villa San Carlos  | 20.º | 19.º | 19.º | 19.º | 19.º | 20.º | 20.º | 19.º | 19.º | 20.º | 20.º | 21.º | 21.º | 21.º | 21.º | 21.º | 20.º | 21.º | 20.º | 20.º | 21.º |

## Tabla de promedios
| Pos  | Equipo                 | 2012/13 | 2013/14 | 2014 | 2015 | Total | PJ  | Promedio |
| ---- | ---------------------- | ------- | ------- | ---- | ---- | ----- | --- | -------- |
| 01.º | Defensores de Belgrano | -       | -       | -    | 79   | 79    | 42  | 1,881    |
| 02.º | Estudiantes            | 63      | 48      | 41   | 80   | 232   | 142 | 1,633    |
| 03.º | Brown de Adrogué       | 63      | -       | 19   | 81   | 163   | 102 | 1,598    |
| 04.º | Atlanta                | 65      | 65      | 16   | 73   | 219   | 142 | 1,542    |
| 05.º | Platense               | 70      | 64      | 23   | 57   | 214   | 142 | 1,507    |
| 06.º | Barracas Central       | 56      | 58      | 33   | 64   | 211   | 142 | 1,485    |
| 07.º | Villa San Carlos       | 72      | -       | 31   | 42   | 145   | 102 | 1,421    |
| 08.º | Tristán Suárez         | 50      | 51      | 39   | 58   | 198   | 142 | 1,394    |
| 09.º | Deportivo Morón        | 47      | 56      | 31   | 62   | 196   | 142 | 1,380    |
| 10.º | Almagro                | 64      | 53      | 14   | 60   | 191   | 142 | 1,345    |
| 11.º | Flandria               | -       | -       | -    | 54   | 54    | 42  | 1,285    |
| 12.º | Acassuso               | 48      | 47      | 37   | 47   | 179   | 142 | 1,260    |
| 13.º | Fénix                  | -       | 60      | 15   | 53   | 128   | 102 | 1,254    |
| 14.º | Deportivo Armenio      | 58      | 47      | 22   | 46   | 173   | 142 | 1,218    |
| 15.º | Deportivo Riestra      | -       | -       | -    | 51   | 51    | 42  | 1,214    |
| 16.º | Almirante Brown        | -       | -       | 32   | 43   | 75    | 62  | 1,209    |
| 17.º | Comunicaciones         | 54      | 44      | 19   | 51   | 168   | 142 | 1,183    |
| 18.º | UAI Urquiza            | -       | 47      | 26   | 45   | 118   | 102 | 1,156    |
| 19.º | Deportivo Español      | -       | -       | 26   | 44   | 70    | 62  | 1,129    |
| 20.º | Colegiales             | 44      | 30      | 18   | 56   | 148   | 142 | 1,042    |
| 21.º | Deportivo Merlo        | -       | 53      | 16   | 37   | 106   | 102 | 1,039    |
| 22.º | Sportivo Italiano      | -       | -       | 15   | 44   | 59    | 62  | 0,951    |

|  |                          |
|  | Descendieron a Primera C |

## Resultados

### Primera rueda
| Deportivo Armenio      | 0 - 1 | Comunicaciones    | Armenia                 | 14 de febrero | 17:00 |
| Sportivo Italiano      | 1 - 0 | Colegiales        | República de Italia     | 14 de febrero | 17:00 |
| Barracas Central       | 0 - 1 | Acassuso          | Claudio Chiqui Tapia    | 14 de febrero | 17:00 |
| Tristán Suárez         | 2 - 0 | UAI Urquiza       | 20 de Octubre           | 14 de febrero | 17:00 |
| Defensores de Belgrano | 0 - 0 | Deportivo Riestra | Juan Pasquale           | 14 de febrero | 17:05 |
| Deportivo Morón        | 1 - 1 | Deportivo Merlo   | Nuevo Francisco Urbano  | 14 de febrero | 19:30 |
| Deportivo Español      | 0 - 2 | Atlanta           | Nueva España            | 15 de febrero | 17:00 |
| Villa San Carlos       | 0 - 0 | Estudiantes       | Genacio Sálice          | 16 de febrero | 17:00 |
| Almagro                | 0 - 1 | Flandria          | Tres de Febrero         | 16 de febrero | 17:00 |
| Fénix                  | 1 - 2 | Brown de Adrogué  | Armenia                 | 17 de febrero | 17:00 |
| Platense               | 2 - 3 | Almirante Brown   | Ciudad de Vicente López | 17 de febrero | 21:05 |

| Almirante Brown   | 2 - 0 | Tristán Suárez         | Fragata Presidente Sarmiento | 21 de febrero | 17:05 |
| Atlanta           | 1 - 0 | Comunicaciones         | Don León Kolbovsky           | 21 de febrero | 19:05 |
| Colegiales        | 3 - 2 | Almagro                | Colegiales                   | 22 de febrero | 17:00 |
| Barracas Central  | 2 - 0 | Deportivo Armenio      | Claudio Chiqui Tapia         | 22 de febrero | 17:00 |
| Brown de Adrogué  | 2 - 0 | Sportivo Italiano      | Lorenzo Arandilla            | 22 de febrero | 17:00 |
| Flandria          | 0 - 0 | Deportivo Español      | Carlos V                     | 22 de febrero | 17:00 |
| UAI Urquiza       | 1 - 1 | Deportivo Morón        | Monumental de Villa Lynch    | 23 de febrero | 17:00 |
| Deportivo Merlo   | 0 - 1 | Fénix                  | Armenia                      | 23 de febrero | 17:00 |
| Acassuso          | 1 - 3 | Defensores de Belgrano | Ciudad de Vicente López      | 23 de febrero | 17:00 |
| Deportivo Riestra | 1 - 0 | Villa San Carlos       | Guillermo Laza               | 23 de febrero | 17:00 |
| Estudiantes       | 1 - 1 | Platense               | Ciudad de Caseros            | 24 de febrero | 17:00 |

| Almagro                | 1 - 2 | Brown de Adrogué  | Tres de Febrero         | 27 de febrero | 17:00 |
| Deportivo Armenio      | 1 - 0 | Atlanta           | Armenia                 | 28 de febrero | 17:00 |
| Comunicaciones         | 0 - 0 | Flandria          | Alfredo Ramos           | 28 de febrero | 17:00 |
| Tristán Suárez         | 3 - 1 | Estudiantes       | 20 de Octubre           | 28 de febrero | 17:00 |
| Defensores de Belgrano | 1 - 1 | Barracas Central  | Juan Pasquale           | 28 de febrero | 20:05 |
| Sportivo Italiano      | 1 - 1 | Deportivo Merlo   | República de Italia     | 28 de febrero | 21:00 |
| Deportivo Español      | 0 - 1 | Colegiales        | Nueva España            | 1 de marzo    | 17:00 |
| Fénix                  | 2 - 0 | UAI Urquiza       | Armenia                 | 1 de marzo    | 17:00 |
| Villa San Carlos       | 1 - 1 | Acassuso          | Genacio Sálice          | 2 de marzo    | 17:00 |
| Platense               | 0 - 1 | Deportivo Riestra | Ciudad de Vicente López | 2 de marzo    | 21:35 |
| Deportivo Morón        | 4 - 3 | Almirante Brown   | Nuevo Francisco Urbano  | 3 de marzo    | 21:05 |

| Deportivo Merlo        | 0 - 0 | Almagro           | José Manuel Moreno           | 5 de marzo | 17:00 |
| Brown de Adrogué       | 3 - 2 | Deportivo Español | Lorenzo Arandilla            | 6 de marzo | 17:00 |
| Almirante Brown        | 0 - 2 | Fénix             | Fragata Presidente Sarmiento | 6 de marzo | 17:00 |
| Deportivo Riestra      | 2 - 0 | Tristán Suárez    | Guillermo Laza               | 6 de marzo | 17:00 |
| Colegiales             | 2 - 2 | Comunicaciones    | Colegiales                   | 7 de marzo | 17:00 |
| Barracas Central       | 3 - 0 | Villa San Carlos  | Claudio Chiqui Tapia         | 7 de marzo | 17:00 |
| UAI Urquiza            | 3 - 0 | Sportivo Italiano | Monumental de Villa Lynch    | 7 de marzo | 17:00 |
| Flandria               | 2 - 1 | Atlanta           | Carlos V                     | 7 de marzo | 17:00 |
| Estudiantes            | 2 - 1 | Deportivo Morón   | Ciudad de Caseros            | 7 de marzo | 18:05 |
| Defensores de Belgrano | 3 - 1 | Deportivo Armenio | Juan Pasquale                | 7 de marzo | 20:05 |
| Acassuso               | 0 - 0 | Platense          | Armenia                      | 8 de marzo | 17:00 |

| Comunicaciones    | 0 - 0 | Brown de Adrogué       | Alfredo Ramos           | 10 de marzo | 15:30 |
| Deportivo Armenio | 0 - 0 | Flandria               | Armenia                 | 10 de marzo | 16:00 |
| Almagro           | 0 - 0 | UAI Urquiza            | Tres de Febrero         | 10 de marzo | 16:00 |
| Villa San Carlos  | 1 - 2 | Defensores de Belgrano | Genacio Sálice          | 10 de marzo | 16:00 |
| Atlanta           | 2 - 1 | Colegiales             | Don León Kolbovsky      | 10 de marzo | 21:05 |
| Tristán Suárez    | 1 - 1 | Acassuso               | 20 de Octubre           | 11 de marzo | 16:00 |
| Deportivo Español | 2 - 0 | Deportivo Merlo        | Nueva España            | 11 de marzo | 16:00 |
| Fénix             | 1 - 1 | Estudiantes            | Armenia                 | 11 de marzo | 16:00 |
| Deportivo Morón   | 4 - 2 | Deportivo Riestra      | Nuevo Francisco Urbano  | 11 de marzo | 17:00 |
| Platense          | 0 - 0 | Barracas Central       | Ciudad de Vicente López | 11 de marzo | 17:05 |
| Sportivo Italiano | 0 - 0 | Almirante Brown        | República de Italia     | 11 de marzo | 17:05 |

| Brown de Adrogué       | 4 - 1 | Atlanta           | Lorenzo Arandilla            | 14 de marzo | 13:05 |
| Acassuso               | 2 - 1 | Deportivo Morón   | Ciudad de Vicente López      | 14 de marzo | 15:05 |
| Estudiantes            | 1 - 4 | Sportivo Italiano | Ciudad de Caseros            | 14 de marzo | 16:00 |
| Deportivo Riestra      | 2 - 1 | Fénix             | Guillermo Laza               | 14 de marzo | 16:00 |
| Deportivo Merlo        | 4 - 2 | Comunicaciones    | José Manuel Moreno           | 14 de marzo | 16:00 |
| Defensores de Belgrano | 0 - 0 | Platense          | Juan Pasquale                | 14 de marzo | 20:05 |
| Barracas Central       | 2 - 1 | Tristán Suárez    | Claudio Chiqui Tapia         | 15 de marzo | 13:10 |
| Villa San Carlos       | 0 - 1 | Deportivo Armenio | Genacio Sálice               | 16 de marzo | 16:00 |
| UAI Urquiza            | 0 - 2 | Deportivo Español | Monumental de Villa Lynch    | 17 de marzo | 16:00 |
| Almirante Brown        | 3 - 1 | Almagro           | Fragata Presidente Sarmiento | 17 de marzo | 16:00 |
| Colegiales             | 0 - 0 | Flandria          | Colegiales                   | 17 de marzo | 16:00 |

| Fénix             | 2 - 0 | Acassuso               | Armenia                 | 20 de marzo | 16:00 |
| Almagro           | 0 - 0 | Estudiantes            | Tres de Febrero         | 21 de marzo | 13:30 |
| Sportivo Italiano | 0 - 0 | Deportivo Riestra      | República de Italia     | 21 de marzo | 14:00 |
| Deportivo Morón   | 3 - 2 | Barracas Central       | Nuevo Francisco Urbano  | 21 de marzo | 14:15 |
| Comunicaciones    | 1 - 2 | UAI Urquiza            | Alfredo Ramos           | 21 de marzo | 16:00 |
| Deportivo Armenio | 2 - 1 | Colegiales             | Armenia                 | 21 de marzo | 16:00 |
| Deportivo Español | 1 - 1 | Almirante Brown        | Nueva España            | 21 de marzo | 18:05 |
| Atlanta           | 2 - 2 | Deportivo Merlo        | Don León Kolbovsky      | 21 de marzo | 20:10 |
| Tristán Suárez    | 0 - 1 | Defensores de Belgrano | 20 de Octubre           | 22 de marzo | 16:00 |
| Platense          | 2 - 1 | Villa San Carlos       | Ciudad de Vicente López | 23 de marzo | 16:00 |
| Flandria          | 2 - 2 | Brown de Adrogué       | Carlos V                | 24 de marzo | 15:05 |

| Estudiantes            | 2 - 0 | Deportivo Español | Ciudad de Caseros            | 27 de marzo | 16:00 |
| Almirante Brown        | 1 - 1 | Comunicaciones    | Fragata Presidente Sarmiento | 27 de marzo | 16:00 |
| Deportivo Merlo        | 0 - 0 | Flandria          | José Manuel Moreno           | 28 de marzo | 12:00 |
| Barracas Central       | 2 - 1 | Fénix             | Claudio Chiqui Tapia         | 28 de marzo | 12:30 |
| Platense               | 1 - 0 | Deportivo Armenio | Ciudad de Vicente López      | 28 de marzo | 15:00 |
| Villa San Carlos       | 1 - 3 | Tristán Suárez    | Genacio Sálice               | 28 de marzo | 15:00 |
| Defensores de Belgrano | 1 - 0 | Deportivo Morón   | Juan Pasquale                | 28 de marzo | 20:35 |
| Brown de Adrogué       | 2 - 1 | Colegiales        | Lorenzo Arandilla            | 29 de marzo | 13:35 |
| UAI Urquiza            | 2 - 0 | Atlanta           | Monumental de Villa Lynch    | 30 de marzo | 14:00 |
| Acassuso               | 1 - 0 | Sportivo Italiano | Ciudad de Vicente López      | 30 de marzo | 15:00 |
| Deportivo Riestra      | 3 - 0 | Almagro           | Guillermo Laza               | 30 de marzo | 16:00 |

| Deportivo Morón   | 2 - 1 | Villa San Carlos       | Nuevo Francisco Urbano | 3 de abril | 12:00 |
| Almagro           | 0 - 0 | Acassuso               | Tres de Febrero        | 3 de abril | 13:00 |
| Fénix             | 1 - 1 | Defensores de Belgrano | Armenia                | 3 de abril | 15:30 |
| Sportivo Italiano | 1 - 1 | Barracas Central       | República de Italia    | 4 de abril | 13:05 |
| Tristán Suárez    | 1 - 0 | Platense               | 20 de Octubre          | 4 de abril | 15:05 |
| Atlanta           | 5 - 1 | Almirante Brown        | Don León Kolbovsky     | 4 de abril | 20:05 |
| Deportivo Armenio | 1 - 1 | Brown de Adrogué       | Armenia                | 5 de abril | 12:15 |
| Colegiales        | 1 - 1 | Deportivo Merlo        | Colegiales             | 6 de abril | 15:30 |
| Flandria          | 1 - 0 | UAI Urquiza            | Carlos V               | 6 de abril | 15:30 |
| Comunicaciones    | 1 - 0 | Estudiantes            | Alfredo Ramos          | 7 de abril | 15:30 |
| Deportivo Español | 3 - 2 | Deportivo Riestra      | Nueva España           | 7 de abril | 15:30 |

| Deportivo Merlo        | 1 - 3 | Brown de Adrogué  | José Manuel Moreno           | 10 de abril | 14:00 |
| Almirante Brown        | 4 - 1 | Flandria          | Fragata Presidente Sarmiento | 10 de abril | 15:00 |
| UAI Urquiza            | 0 - 1 | Colegiales        | Monumental de Villa Lynch    | 11 de abril | 11:00 |
| Platense               | 2 - 1 | Deportivo Morón   | Ciudad de Vicente López      | 11 de abril | 13:05 |
| Barracas Central       | 1 - 0 | Almagro           | Claudio Chiqui Tapia         | 11 de abril | 15:30 |
| Acassuso               | 0 - 1 | Deportivo Español | Ciudad de Vicente López      | 12 de abril | 11:00 |
| Villa San Carlos       | 1 - 1 | Fénix             | Genacio Sálice               | 12 de abril | 12:00 |
| Tristán Suárez         | 1 - 1 | Deportivo Armenio | 20 de Octubre                | 12 de abril | 15:30 |
| Estudiantes            | 2 - 2 | Atlanta           | Ciudad de Caseros            | 13 de abril | 15:00 |
| Deportivo Riestra      | 1 - 2 | Comunicaciones    | Guillermo Laza               | 13 de abril | 15:30 |
| Defensores de Belgrano | 1 - 0 | Sportivo Italiano | Juan Pasquale                | 14 de abril | 21:05 |

| Deportivo Morón   | 2 - 1 | Tristán Suárez         | Nuevo Francisco Urbano | 17 de abril | 17:00 |
| Colegiales        | 1 - 1 | Almirante Brown        | Colegiales             | 18 de abril | 11:00 |
| Sportivo Italiano | 0 - 1 | Villa San Carlos       | República de Italia    | 18 de abril | 13:00 |
| Brown de Adrogué  | 2 - 1 | UAI Urquiza            | Lorenzo Arandilla      | 18 de abril | 15:30 |
| Comunicaciones    | 0 - 2 | Acassuso               | Alfredo Ramos          | 18 de abril | 15:30 |
| Atlanta           | 2 - 0 | Deportivo Riestra      | Don León Kolbovsky     | 18 de abril | 18:05 |
| Flandria          | 1 - 0 | Estudiantes            | Carlos V               | 19 de abril | 12:00 |
| Deportivo Armenio | 1 - 2 | Deportivo Merlo        | Armenia                | 19 de abril | 13:00 |
| Almagro           | 0 - 0 | Defensores de Belgrano | Tres de Febrero        | 20 de abril | 15:00 |
| Fénix             | 0 - 1 | Platense               | Armenia                | 20 de abril | 15:30 |
| Deportivo Español | 0 - 1 | Barracas Central       | Nueva España           | 21 de abril | 21:10 |

| Villa San Carlos       | 1 - 1 | Almagro           | Genacio Sálice            | 25 de abril | 13:00 |
| Platense               | 1 - 0 | Sportivo Italiano | Ciudad de Vicente López   | 25 de abril | 13:05 |
| Tristán Suárez         | 1 - 0 | Fénix             | 20 de Octubre             | 25 de abril | 15:30 |
| UAI Urquiza            | 1 - 1 | Deportivo Merlo   | Monumental de Villa Lynch | 26 de abril | 11:00 |
| Acassuso               | 1 - 1 | Atlanta           | Ciudad de Vicente López   | 26 de abril | 13:00 |
| Almirante Brown        | 2 - 1 | Brown de Adrogué  | República de Italia       | 26 de abril | 14:05 |
| Deportivo Morón        | 0 - 2 | Deportivo Armenio | Nuevo Francisco Urbano    | 26 de abril | 16:05 |
| Barracas Central       | 1 - 1 | Comunicaciones    | Claudio Chiqui Tapia      | 27 de abril | 15:30 |
| Deportivo Riestra      | 1 - 0 | Flandria          | Guillermo Laza            | 27 de abril | 15:30 |
| Estudiantes            | 1 - 0 | Colegiales        | Ciudad de Caseros         | 28 de abril | 15:45 |
| Defensores de Belgrano | 2 - 1 | Deportivo Español | Juan Pasquale             | 28 de abril | 21:05 |

| Deportivo Merlo   | 1 - 2 | Almirante Brown        | José Manuel Moreno  | 30 de abril | 15:30 |
| Sportivo Italiano | 1 - 2 | Tristán Suárez         | República de Italia | 2 de mayo   | 11:00 |
| Colegiales        | 2 - 0 | Deportivo Riestra      | Colegiales          | 2 de mayo   | 11:10 |
| Deportivo Armenio | 0 - 0 | UAI Urquiza            | Armenia             | 2 de mayo   | 12:00 |
| Deportivo Español | 1 - 1 | Villa San Carlos       | Nueva España        | 2 de mayo   | 12:00 |
| Almagro           | 2 - 0 | Platense               | Tres de Febrero     | 2 de mayo   | 13:05 |
| Brown de Adrogué  | 0 - 1 | Estudiantes            | Lorenzo Arandilla   | 2 de mayo   | 15:30 |
| Comunicaciones    | 0 - 1 | Defensores de Belgrano | Alfredo Ramos       | 2 de mayo   | 15:30 |
| Atlanta           | 3 - 1 | Barracas Central       | Don León Kolbovsky  | 2 de mayo   | 21:05 |
| Fénix             | 0 - 0 | Deportivo Morón        | Armenia             | 3 de mayo   | 15:30 |
| Flandria          | 0 - 0 | Acassuso               | Carlos V            | 3 de mayo   | 15:40 |

| Estudiantes            | 3 - 1 | Deportivo Merlo   | Ciudad de Caseros       | 5 de mayo | 15:00 |
| Platense               | 0 - 0 | Deportivo Español | Ciudad de Vicente López | 5 de mayo | 15:00 |
| Deportivo Riestra      | 1 - 0 | Brown de Adrogué  | Guillermo Laza          | 5 de mayo | 15:05 |
| Defensores de Belgrano | 1 - 0 | Atlanta           | Juan Pasquale           | 5 de mayo | 21:10 |
| Almirante Brown        | 0 - 0 | UAI Urquiza       | República de Italia     | 6 de mayo | 15:00 |
| Tristán Suárez         | 1 - 0 | Almagro           | 20 de Octubre           | 6 de mayo | 15:00 |
| Villa San Carlos       | 1 - 1 | Comunicaciones    | Genacio Sálice          | 6 de mayo | 15:00 |
| Acassuso               | 1 - 0 | Colegiales        | Ciudad de Vicente López | 6 de mayo | 15:00 |
| Fénix                  | 1 - 0 | Deportivo Armenio | Armenia                 | 6 de mayo | 15:20 |
| Barracas Central       | 0 - 2 | Flandria          | Claudio Chiqui Tapia    | 6 de mayo | 15:30 |
| Deportivo Morón        | 0 - 0 | Sportivo Italiano | Nuevo Francisco Urbano  | 7 de mayo | 15:00 |

| Deportivo Merlo   | 0 - 2 | Deportivo Riestra      | José Manuel Moreno        | 9 de mayo  | 11:00 |
| Flandria          | 2 - 1 | Defensores de Belgrano | Carlos V                  | 9 de mayo  | 11:00 |
| Comunicaciones    | 1 - 2 | Platense               | Alfredo Ramos             | 9 de mayo  | 13:35 |
| Deportivo Armenio | 2 - 1 | Almirante Brown        | Armenia                   | 9 de mayo  | 15:00 |
| Brown de Adrogué  | 0 - 0 | Acassuso               | Lorenzo Arandilla         | 9 de mayo  | 15:15 |
| Deportivo Español | 0 - 1 | Tristán Suárez         | Nueva España              | 9 de mayo  | 15:30 |
| Atlanta           | 0 - 3 | Villa San Carlos       | Don León Kolbovsky        | 9 de mayo  | 18:10 |
| UAI Urquiza       | 1 - 1 | Estudiantes            | Monumental de Villa Lynch | 10 de mayo | 11:00 |
| Colegiales        | 3 - 2 | Barracas Central       | Colegiales                | 10 de mayo | 11:00 |
| Sportivo Italiano | 3 - 1 | Fénix                  | República de Italia       | 11 de mayo | 15:00 |
| Almagro           | 1 - 1 | Deportivo Morón        | Tres de Febrero           | 11 de mayo | 15:00 |

| Estudiantes            | 2 - 1 | Almirante Brown   | Ciudad de Caseros       | 22 de mayo  | 14:00 |
| Villa San Carlos       | 1 - 0 | Flandria          | Genacio Sálice          | 22 de mayo  | 15:00 |
| Acassuso               | 0 - 1 | Deportivo Merlo   | Ciudad de Vicente López | 22 de mayo  | 15:00 |
| Fénix                  | 1 - 2 | Almagro           | Armenia                 | 22 de mayo  | 15:00 |
| Tristán Suárez         | 0 - 0 | Comunicaciones    | 20 de Octubre           | 23 de mayo  | 11:00 |
| Platense               | 1 - 4 | Atlanta           | Ciudad de Vicente López | 23 de mayo  | 11:00 |
| Barracas Central       | 2 - 1 | Brown de Adrogué  | Claudio Chiqui Tapia    | 23 de mayo  | 13:35 |
| Defensores de Belgrano | 1 - 0 | Colegiales        | Juan Pasquale           | 23 de mayo  | 18:05 |
| Sportivo Italiano      | 1 - 0 | Deportivo Armenio | República de Italia     | 24 de mayo  | 11:00 |
| Deportivo Riestra      | 0 - 1 | UAI Urquiza       | Guillermo Laza          | 10 de junio | 15:00 |
| Deportivo Morón        | 3 - 0 | Deportivo Español | Nuevo Francisco Urbano  | 10 de junio | 15:15 |

| Almirante Brown   | 1 - 2 | Deportivo Riestra      | Tres de Febrero           | 29 de mayo | 15:00 |
| Colegiales        | 2 - 1 | Villa San Carlos       | Colegiales                | 30 de mayo | 11:00 |
| Brown de Adrogué  | 2 - 2 | Defensores de Belgrano | Lorenzo Arandilla         | 30 de mayo | 13:30 |
| Comunicaciones    | 1 - 1 | Deportivo Morón        | Alfredo Ramos             | 30 de mayo | 15:30 |
| Deportivo Español | 1 - 1 | Fénix                  | Nueva España              | 30 de mayo | 19:05 |
| Flandria          | 2 - 3 | Platense               | Carlos V                  | 31 de mayo | 11:00 |
| Deportivo Merlo   | 2 - 2 | Barracas Central       | José Manuel Moreno        | 31 de mayo | 11:00 |
| Deportivo Armenio | 0 - 3 | Estudiantes            | Armenia                   | 31 de mayo | 13:00 |
| Almagro           | 1 - 2 | Sportivo Italiano      | Tres de Febrero           | 31 de mayo | 15:30 |
| UAI Urquiza       | 0 - 1 | Acassuso               | Monumental de Villa Lynch | 1 de junio | 15:00 |
| Atlanta           | 2 - 0 | Tristán Suárez         | Don León Kolbovsky        | 2 de junio | 21:05 |

| Barracas Central       | 3 - 3 | UAI Urquiza       | Claudio Chiqui Tapia    | 5 de junio | 15:00 |
| Deportivo Riestra      | 1 - 1 | Estudiantes       | Guillermo Laza          | 5 de junio | 15:30 |
| Platense               | 1 - 2 | Colegiales        | Ciudad de Vicente López | 6 de junio | 11:00 |
| Sportivo Italiano      | 1 - 1 | Deportivo Español | República de Italia     | 6 de junio | 12:35 |
| Deportivo Morón        | 0 - 1 | Atlanta           | Nuevo Francisco Urbano  | 6 de junio | 16:30 |
| Acassuso               | 0 - 1 | Almirante Brown   | Ciudad de Vicente López | 7 de junio | 11:00 |
| Tristán Suárez         | 0 - 1 | Flandria          | 20 de Octubre           | 7 de junio | 11:00 |
| Fénix                  | 1 - 0 | Comunicaciones    | Armenia                 | 7 de junio | 11:00 |
| Almagro                | 1 - 0 | Deportivo Armenio | Tres de Febrero         | 8 de junio | 15:00 |
| Villa San Carlos       | 1 - 0 | Brown de Adrogué  | Genacio Sálice          | 8 de junio | 15:10 |
| Defensores de Belgrano | 1 - 1 | Deportivo Merlo   | Juan Pasquale           | 9 de junio | 21:05 |

| Almirante Brown   | 0 - 1 | Barracas Central       | Tres de Febrero           | 12 de mayo  | 15:00 |
| UAI Urquiza       | 0 - 0 | Defensores de Belgrano | Monumental de Villa Lynch | 13 de junio | 12:00 |
| Brown de Adrogué  | 2 - 0 | Platense               | Lorenzo Arandilla         | 13 de junio | 15:30 |
| Comunicaciones    | 3 - 0 | Sportivo Italiano      | Alfredo Ramos             | 13 de junio | 15:30 |
| Deportivo Armenio | 3 - 2 | Deportivo Riestra      | Armenia                   | 13 de junio | 15:30 |
| Atlanta           | 0 - 0 | Fénix                  | Don León Kolbovsky        | 13 de junio | 15:30 |
| Deportivo Español | 0 - 0 | Almagro                | Nueva España              | 13 de junio | 15:30 |
| Flandria          | 0 - 2 | Deportivo Morón        | Carlos V                  | 14 de junio | 12:00 |
| Colegiales        | 2 - 3 | Tristán Suárez         | Colegiales                | 14 de junio | 12:00 |
| Deportivo Merlo   | 0 - 0 | Villa San Carlos       | José Manuel Moreno        | 14 de junio | 12:15 |
| Estudiantes       | 1 - 0 | Acassuso               | Ciudad de Caseros         | 16 de mayo  | 15:00 |

| Villa San Carlos       | 1 - 0 | UAI Urquiza       | Genacio Sálice          | 20 de junio | 12:00 |
| Platense               | 2 - 1 | Deportivo Merlo   | Ciudad de Vicente López | 20 de junio | 12:00 |
| Deportivo Español      | 1 - 0 | Deportivo Armenio | Nueva España            | 20 de junio | 14:30 |
| Tristán Suárez         | 1 - 1 | Brown de Adrogué  | 20 de Octubre           | 20 de junio | 15:30 |
| Barracas Central       | 1 - 1 | Estudiantes       | Claudio Chiqui Tapia    | 20 de junio | 15:30 |
| Defensores de Belgrano | 1 - 0 | Almirante Brown   | Juan Pasquale           | 20 de junio | 15:30 |
| Deportivo Morón        | 0 - 0 | Colegiales        | Nuevo Francisco Urbano  | 21 de junio | 11:00 |
| Fénix                  | 0 - 0 | Flandria          | Armenia                 | 21 de junio | 12:00 |
| Sportivo Italiano      | 4 - 1 | Atlanta           | República de Italia     | 21 de junio | 15:30 |
| Almagro                | 2 - 0 | Comunicaciones    | Tres de Febrero         | 21 de junio | 15:30 |
| Acassuso               | 1 - 2 | Deportivo Riestra | Ciudad de Vicente López | 22 de junio | 15:00 |

| Almirante Brown   | 4 - 2 | Villa San Carlos       | 20 de Octubre             | 26 de junio | 15:00 |
| Flandria          | 1 - 0 | Sportivo Italiano      | Carlos V                  | 27 de junio | 15:00 |
| Deportivo Armenio | 1 - 0 | Acassuso               | Armenia                   | 27 de junio | 15:30 |
| Comunicaciones    | 0 - 0 | Deportivo Español      | Alfredo Ramos             | 27 de junio | 15:30 |
| Deportivo Riestra | 0 - 1 | Barracas Central       | Guillermo Laza            | 27 de junio | 15:30 |
| Brown de Adrogué  | 1 - 0 | Deportivo Morón        | Lorenzo Arandilla         | 27 de junio | 15:35 |
| Atlanta           | 2 - 0 | Almagro                | Don León Kolbovsky        | 28 de junio | 15:30 |
| Estudiantes       | 1 - 1 | Defensores de Belgrano | Ciudad de Caseros         | 28 de junio | 15:30 |
| Deportivo Merlo   | 2 - 2 | Tristán Suárez         | José Manuel Moreno        | 31 de junio | 15:00 |
| Colegiales        | 0 - 0 | Fénix                  | Colegiales                | 31 de junio | 15:00 |
| UAI Urquiza       | 0 - 0 | Platense               | Monumental de Villa Lynch | 31 de junio | 15:00 |

### Segunda rueda
| Comunicaciones    | 0 - 0 | Deportivo Armenio      | Alfredo Ramos                | 3 de julio | 15:30 |
| Deportivo Riestra | 1 - 1 | Defensores de Belgrano | Guillermo Laza               | 3 de julio | 15:40 |
| Atlanta           | 0 - 1 | Deportivo Español      | Don León Kolbovsky           | 3 de julio | 20:30 |
| Almirante Brown   | 1 - 1 | Platense               | Fragata Presidente Sarmiento | 4 de julio | 11:00 |
| Acassuso          | 1 - 1 | Barracas Central       | Ciudad de Vicente López      | 4 de julio | 14:00 |
| Brown de Adrogué  | 1 - 1 | Fénix                  | Lorenzo Arandilla            | 4 de julio | 14:00 |
| Colegiales        | 3 - 2 | Sportivo Italiano      | Colegiales                   | 5 de julio | 11:00 |
| Flandria          | 1 - 3 | Almagro                | Carlos V                     | 5 de julio | 11:00 |
| UAI Urquiza       | 0 - 2 | Tristán Suárez         | Monumental de Villa Lynch    | 5 de julio | 11:00 |
| Deportivo Merlo   | 2 - 0 | Deportivo Morón        | José Manuel Moreno           | 5 de julio | 12:20 |
| Estudiantes       | 2 - 0 | Villa San Carlos       | Ciudad de Caseros            | 5 de julio | 15:30 |

| Fénix                  | 1 - 1 | Deportivo Merlo   | Armenia                 | 8 de julio | 15:00 |
| Almagro                | 1 - 0 | Colegiales        | Ramón Roque Martín      | 8 de julio | 15:00 |
| Sportivo Italiano      | 0 - 2 | Brown de Adrogué  | República de Italia     | 8 de julio | 15:05 |
| Comunicaciones         | 0 - 5 | Atlanta           | Alfredo Ramos           | 8 de julio | 15:30 |
| Deportivo Español      | 1 - 0 | Flandria          | Nueva España            | 8 de julio | 19:30 |
| Defensores de Belgrano | 0 - 0 | Acassuso          | Juan Pasquale           | 8 de julio | 20:35 |
| Platense               | 0 - 2 | Estudiantes       | Ciudad de Vicente López | 9 de julio | 11:00 |
| Deportivo Armenio      | 1 - 0 | Barracas Central  | Armenia                 | 9 de julio | 15:00 |
| Villa San Carlos       | 1 - 1 | Deportivo Riestra | Genacio Sálice          | 9 de julio | 15:00 |
| Tristán Suárez         | 5 - 1 | Almirante Brown   | 20 de Octubre           | 9 de julio | 15:00 |
| Deportivo Morón        | 2 - 0 | UAI Urquiza       | Nuevo Francisco Urbano  | 9 de julio | 15:00 |

| Colegiales        | 1 - 1 | Deportivo Español      | Colegiales                   | 11 de julio | 11:00 |
| Flandria          | 0 - 0 | Comunicaciones         | Carlos V                     | 11 de julio | 12:00 |
| Brown de Adrogué  | 0 - 2 | Almagro                | Lorenzo Arandilla            | 12 de julio | 11:00 |
| Deportivo Merlo   | 1 - 1 | Sportivo Italiano      | José Manuel Moreno           | 12 de julio | 11:00 |
| Deportivo Riestra | 1 - 2 | Platense               | Guillermo Laza               | 12 de julio | 15:00 |
| UAI Urquiza       | 0 - 1 | Fénix                  | Monumental de Villa Lynch    | 12 de julio | 15:00 |
| Estudiantes       | 2 - 1 | Tristán Suárez         | Ciudad de Caseros            | 12 de julio | 15:30 |
| Atlanta           | 2 - 0 | Deportivo Armenio      | Don León Kolbovsky           | 12 de julio | 15:30 |
| Acassuso          | 1 - 0 | Villa San Carlos       | Ciudad de Vicente López      | 13 de julio | 15:00 |
| Barracas Central  | 0 - 1 | Defensores de Belgrano | Claudio Chiqui Tapia         | 13 de julio | 15:30 |
| Almirante Brown   | 1 - 2 | Deportivo Morón        | Fragata Presidente Sarmiento | 14 de julio | 15:00 |

| Almagro           | 2 - 0 | Deportivo Merlo        | Tres de Febrero         | 17 de julio | 15:00 |
| Sportivo Italiano | 2 - 2 | UAI Urquiza            | República de Italia     | 17 de julio | 15:00 |
| Villa San Carlos  | 1 - 1 | Barracas Central       | Genacio Sálice          | 17 de julio | 15:00 |
| Platense          | 1 - 0 | Acassuso               | Ciudad de Vicente López | 17 de julio | 15:00 |
| Deportivo Español | 0 - 1 | Brown de Adrogué       | Nueva España            | 17 de julio | 15:00 |
| Fénix             | 1 - 0 | Almirante Brown        | Armenia                 | 17 de julio | 15:00 |
| Comunicaciones    | 0 - 0 | Colegiales             | Alfredo Ramos           | 17 de julio | 15:30 |
| Atlanta           | 3 - 0 | Flandria               | Don León Kolbovsky      | 17 de julio | 15:30 |
| Tristán Suárez    | 1 - 1 | Deportivo Riestra      | 20 de Octubre           | 18 de julio | 11:00 |
| Deportivo Morón   | 0 - 0 | Estudiantes            | Nuevo Francisco Urbano  | 18 de julio | 11:00 |
| Deportivo Armenio | 0 - 1 | Defensores de Belgrano | Armenia                 | 18 de julio | 15:00 |

| Colegiales             | 0 - 2 | Atlanta           | Colegiales                   | 21 de julio | 15:00 |
| Almirante Brown        | 4 - 1 | Sportivo Italiano | Fragata Presidente Sarmiento | 21 de julio | 15:00 |
| Estudiantes            | 1 - 1 | Fénix             | Ciudad de Caseros            | 21 de julio | 15:00 |
| Deportivo Riestra      | 1 - 1 | Deportivo Morón   | Guillermo Laza               | 21 de julio | 15:00 |
| Brown de Adrogué       | 3 - 2 | Comunicaciones    | Lorenzo Arandilla            | 21 de julio | 15:00 |
| Flandria               | 1 - 1 | Deportivo Armenio | Carlos V                     | 21 de julio | 15:00 |
| Defensores de Belgrano | 1 - 0 | Villa San Carlos  | Juan Pasquale                | 21 de julio | 15:30 |
| Barracas Central       | 2 - 1 | Platense          | Claudio Chiqui Tapia         | 21 de julio | 15:30 |
| Deportivo Merlo        | 1 - 0 | Deportivo Español | José Manuel Moreno           | 22 de julio | 15:00 |
| Acassuso               | 0 - 0 | Tristán Suárez    | Ciudad de Vicente López      | 22 de julio | 15:00 |
| UAI Urquiza            | 0 - 0 | Almagro           | Monumental de Villa Lynch    | 22 de julio | 15:00 |

| Deportivo Español | 1 - 1 | UAI Urquiza            | Nueva España            | 25 de julio | 15:00 |
| Comunicaciones    | 1 - 0 | Deportivo Merlo        | Alfredo Ramos           | 25 de julio | 15:30 |
| Atlanta           | 0 - 2 | Brown de Adrogué       | Don León Kolbovsky      | 25 de julio | 15:30 |
| Deportivo Armenio | 0 - 0 | Villa San Carlos       | Armenia                 | 25 de julio | 15:30 |
| Almagro           | 1 - 0 | Almirante Brown        | Tres de Febrero         | 26 de julio | 11:00 |
| Flandria          | 0 - 1 | Colegiales             | Carlos V                | 26 de julio | 11:00 |
| Platense          | 4 - 3 | Defensores de Belgrano | Ciudad de Vicente López | 26 de julio | 12:00 |
| Tristán Suárez    | 2 - 0 | Barracas Central       | 20 de Octubre           | 26 de julio | 13:00 |
| Deportivo Morón   | 0 - 0 | Acassuso               | Nuevo Francisco Urbano  | 26 de julio | 15:30 |
| Sportivo Italiano | 0 - 2 | Estudiantes            | República de Italia     | 27 de julio | 15:00 |
| Fénix             | 0 - 1 | Deportivo Riestra      | Armenia                 | 29 de julio | 15:00 |

| Almirante Brown        | 2 - 1 | Deportivo Español | Fragata Presidente Sarmiento | 31 de julio | 14:00 |
| Colegiales             | 1 - 1 | Deportivo Armenio | Colegiales                   | 1 de agosto | 11:00 |
| Barracas Central       | 0 - 2 | Deportivo Morón   | Claudio Chiqui Tapia         | 1 de agosto | 13:40 |
| Acassuso               | 0 - 1 | Fénix             | Ciudad de Vicente López      | 2 de agosto | 11:00 |
| Brown de Adrogué       | 1 - 0 | Flandria          | Lorenzo Arandilla            | 2 de agosto | 11:00 |
| Estudiantes            | 3 - 2 | Almagro           | Ciudad de Caseros            | 2 de agosto | 14:35 |
| Deportivo Riestra      | 2 - 2 | Sportivo Italiano | Guillermo Laza               | 3 de agosto | 15:00 |
| Deportivo Merlo        | 1 - 0 | Atlanta           | José Manuel Moreno           | 3 de agosto | 15:30 |
| UAI Urquiza            | 1 - 2 | Comunicaciones    | Monumental de Villa Lynch    | 4 de agosto | 15:00 |
| Defensores de Belgrano | 1 - 0 | Tristán Suárez    | Juan Pasquale                | 4 de agosto | 20:35 |
| Villa San Carlos       | 0 - 0 | Platense          | Genacio Sálice               | 5 de agosto | 15:00 |

| Tristán Suárez    | 2 - 3 | Villa San Carlos       | 20 de Octubre          | 15 de agosto | 13:05 |
| Deportivo Morón   | 1 - 0 | Defensores de Belgrano | Nuevo Francisco Urbano | 15 de agosto | 15:30 |
| Atlanta           | 3 - 0 | UAI Urquiza            | Don León Kolbovsky     | 15 de agosto | 18:05 |
| Colegiales        | 0 - 1 | Brown de Adrogué       | Colegiales             | 16 de agosto | 15:00 |
| Sportivo Italiano | 0 - 0 | Acassuso               | República de Italia    | 17 de agosto | 15:00 |
| Almagro           | 2 - 0 | Deportivo Riestra      | Tres de Febrero        | 17 de agosto | 15:00 |
| Fénix             | 0 - 1 | Barracas Central       | Armenia                | 17 de agosto | 15:00 |
| Comunicaciones    | 1 - 0 | Almirante Brown        | Alfredo Ramos          | 17 de agosto | 15:30 |
| Deportivo Armenio | 0 - 0 | Platense               | Armenia                | 18 de agosto | 15:00 |
| Deportivo Español | 0 - 0 | Estudiantes            | Nueva España           | 18 de agosto | 21:10 |
| Flandria          | 0 - 0 | Deportivo Merlo        | Carlos V               | 26 de agosto | 15:00 |

| Almirante Brown        | 1 - 0 | Atlanta           | Fragata Presidente Sarmiento | 21 de agosto | 15:00 |
| Villa San Carlos       | 0 - 1 | Deportivo Morón   | Genacio Sálice               | 21 de agosto | 15:00 |
| UAI Urquiza            | 1 - 0 | Flandria          | Monumental de Villa Lynch    | 22 de agosto | 11:00 |
| Brown de Adrogué       | 2 - 0 | Deportivo Armenio | Lorenzo Arandilla            | 22 de agosto | 13:30 |
| Barracas Central       | 3 - 0 | Sportivo Italiano | Claudio Chiqui Tapia         | 22 de agosto | 15:00 |
| Deportivo Merlo        | 0 - 2 | Colegiales        | José Manuel Moreno           | 23 de agosto | 13:00 |
| Platense               | 0 - 1 | Tristán Suárez    | Ciudad de Vicente López      | 23 de agosto | 15:00 |
| Deportivo Riestra      | 3 - 3 | Deportivo Español | Guillermo Laza               | 24 de agosto | 15:00 |
| Estudiantes            | 1 - 2 | Comunicaciones    | Ciudad de Caseros            | 25 de agosto | 15:00 |
| Acassuso               | 1 - 1 | Almagro           | Ciudad de Vicente López      | 25 de agosto | 15:00 |
| Defensores de Belgrano | 1 - 0 | Fénix             | Juan Pasquale                | 25 de agosto | 20:35 |

| Almagro           | 0 - 1 | Barracas Central       | Tres de Febrero        | 29 de agosto    | 11:00 |
| Brown de Adrogué  | 3 - 0 | Deportivo Merlo        | Lorenzo Arandilla      | 29 de agosto    | 13:05 |
| Deportivo Armenio | 1 - 0 | Tristán Suárez         | Armenia                | 29 de agosto    | 15:00 |
| Comunicaciones    | 2 - 2 | Deportivo Riestra      | Alfredo Ramos          | 29 de agosto    | 15:30 |
| Deportivo Español | 1 - 1 | Acassuso               | Nueva España           | 29 de agosto    | 18:15 |
| Flandria          | 3 - 0 | Almirante Brown        | Carlos V               | 30 de agosto    | 12:00 |
| Deportivo Morón   | 2 - 1 | Platense               | Nuevo Francisco Urbano | 30 de agosto    | 15:30 |
| Colegiales        | 0 - 0 | UAI Urquiza            | Colegiales             | 31 de agosto    | 15:00 |
| Fénix             | 0 - 0 | Villa San Carlos       | Armenia                | 31 de agosto    | 15:00 |
| Sportivo Italiano | 1 - 0 | Defensores de Belgrano | República de Italia    | 1 de septiembre | 15:00 |
| Atlanta           | 1 - 2 | Estudiantes            | Don León Kolbovsky     | 1 de septiembre | 21:10 |

| Villa San Carlos       | 1 - 1 | Sportivo Italiano | Genacio Sálice               | 5 de septiembre | 12:00 |
| Platense               | 2 - 1 | Fénix             | Ciudad de Vicente López      | 5 de septiembre | 13:05 |
| Tristán Suárez         | 0 - 0 | Deportivo Morón   | 20 de Octubre                | 5 de septiembre | 15:05 |
| Defensores de Belgrano | 1 - 0 | Almagro           | Juan Pasquale                | 5 de septiembre | 21:05 |
| Deportivo Merlo        | 0 - 2 | Deportivo Armenio | José Manuel Moreno           | 6 de septiembre | 11:00 |
| UAI Urquiza            | 1 - 1 | Brown de Adrogué  | Monumental de Villa Lynch    | 6 de septiembre | 11:00 |
| Estudiantes            | 1 - 0 | Flandria          | Ciudad de Caseros            | 6 de septiembre | 15:30 |
| Almirante Brown        | 0 - 1 | Colegiales        | Fragata Presidente Sarmiento | 8 de septiembre | 15:00 |
| Acassuso               | 0 - 4 | Comunicaciones    | Ciudad de Vicente López      | 8 de septiembre | 15:00 |
| Barracas Central       | 0 - 0 | Deportivo Español | Claudio Chiqui Tapia         | 8 de septiembre | 15:00 |
| Deportivo Riestra      | 2 - 2 | Atlanta           | Guillermo Laza               | 8 de septiembre | 15:00 |

| Sportivo Italiano | 1 - 1 | Platense               | República de Italia     | 11 de septiembre | 15:30 |
| Brown de Adrogué  | 3 - 1 | Almirante Brown        | Lorenzo Arandilla       | 12 de septiembre | 12:40 |
| Deportivo Armenio | 0 - 1 | Deportivo Morón        | Armenia                 | 13 de septiembre | 11:00 |
| Deportivo Español | 0 - 3 | Defensores de Belgrano | Nueva España            | 13 de septiembre | 15:00 |
| Fénix             | 2 - 0 | Tristán Suárez         | Ciudad de Vicente López | 14 de septiembre | 15:00 |
| Deportivo Merlo   | 0 - 2 | UAI Urquiza            | José Manuel Moreno      | 14 de septiembre | 15:00 |
| Colegiales        | 1 - 2 | Estudiantes            | Colegiales              | 14 de septiembre | 15:00 |
| Comunicaciones    | 0 - 0 | Barracas Central       | Alfredo Ramos           | 14 de septiembre | 15:00 |
| Flandria          | 2 - 0 | Deportivo Riestra      | Carlos V                | 14 de septiembre | 15:00 |
| Almagro           | 2 - 0 | Villa San Carlos       | Tres de Febrero         | 15 de septiembre | 15:00 |
| Atlanta           | 2 - 0 | Acassuso               | Don León Kolbovsky      | 15 de septiembre | 21:05 |

| Acassuso               | 1 - 0 | Flandria          | Ciudad de Vicente López      | 18 de septiembre | 15:00 |
| Almirante Brown        | 2 - 2 | Deportivo Merlo   | Fragata Presidente Sarmiento | 18 de septiembre | 15:30 |
| UAI Urquiza            | 2 - 1 | Deportivo Armenio | Monumental de Villa Lynch    | 19 de septiembre | 11:00 |
| Platense               | 0 - 1 | Almagro           | Ciudad de Vicente López      | 19 de septiembre | 11:00 |
| Villa San Carlos       | 1 - 0 | Deportivo Español | Genacio Sálice               | 19 de septiembre | 12:00 |
| Barracas Central       | 1 - 0 | Atlanta           | Claudio Chiqui Tapia         | 19 de septiembre | 14:00 |
| Deportivo Riestra      | 2 - 4 | Colegiales        | Guillermo Laza               | 19 de septiembre | 15:00 |
| Defensores de Belgrano | 0 - 0 | Comunicaciones    | Juan Pasquale                | 19 de septiembre | 15:00 |
| Estudiantes            | 1 - 0 | Brown de Adrogué  | Ciudad de Caseros            | 19 de septiembre | 15:10 |
| Tristán Suárez         | 2 - 1 | Sportivo Italiano | 20 de Octubre                | 19 de septiembre | 15:45 |
| Deportivo Morón        | 0 - 1 | Fénix             | Nuevo Francisco Urbano       | 20 de septiembre | 11:00 |

| UAI Urquiza       | 1 - 1 | Almirante Brown        | Monumental de Villa Lynch | 22 de septiembre | 15:00 |
| Almagro           | 1 - 0 | Tristán Suárez         | Tres de Febrero           | 22 de septiembre | 15:00 |
| Deportivo Español | 0 - 2 | Platense               | Nueva España              | 22 de septiembre | 15:00 |
| Comunicaciones    | 2 - 2 | Villa San Carlos       | Alfredo Ramos             | 22 de septiembre | 15:30 |
| Atlanta           | 2 - 1 | Defensores de Belgrano | Don León Kolbovsky        | 22 de septiembre | 18:05 |
| Sportivo Italiano | 2 - 0 | Deportivo Morón        | República de Italia       | 23 de septiembre | 14:30 |
| Colegiales        | 1 - 1 | Acassuso               | Colegiales                | 23 de septiembre | 14:30 |
| Flandria          | 1 - 0 | Barracs Centreal       | Carlos V                  | 23 de septiembre | 14:30 |
| Deportivo Armenio | 1 - 0 | Fénix                  | Armenia                   | 23 de septiembre | 14:30 |
| Brown de Adrogué  | 3 - 0 | Deportivo Riestra      | Lorenzo Arandilla         | 23 de septiembre | 15:15 |
| Deportivo Merlo   | 0 - 2 | Estudiantes            | José Manuel Moreno        | 23 de septiembre | 15:30 |

| Almirante Brown        | 0 - 2 | Deportivo Armenio | Fragata Presidente Sarmiento | 26 de septiembre | 11:00 |
| Villa San Carlos       | 0 - 2 | Atlanta           | Genacio Sálice               | 26 de septiembre | 13:05 |
| Tristán Suárez         | 3 - 2 | Deportivo Español | 20 de Octubre                | 26 de septiembre | 15:00 |
| Platense               | 1 - 2 | Comunicaciones    | Ciudad de Vicente López      | 27 de septiembre | 11:00 |
| Deportivo Morón        | 1 - 0 | Almagro           | Nuevo Francisco Urbano       | 27 de septiembre | 11:05 |
| Barracas Central       | 1 - 3 | Colegiales        | Claudio Chiqui Tapia         | 28 de septiembre | 13:30 |
| Fénix                  | 1 - 1 | Sportivo Italiano | Tres de Febrero              | 28 de septiembre | 15:00 |
| Acassuso               | 0 - 3 | Brown de Adrogué  | Ciudad de Vicente López      | 28 de septiembre | 15:00 |
| Deportivo Riestra      | 0 - 1 | Deportivo Merlo   | Guillermo Laza               | 28 de septiembre | 15:00 |
| Estudiantes            | 1 - 1 | UAI Urquiza       | Ciudad de Caseros            | 29 de septiembre | 15:00 |
| Defensores de Belgrano | 2 - 1 | Flandria          | Juan Pasquale                | 29 de septiembre | 21:10 |

| Brown de Adrogué  | 0 - 0 | Barracas Central       | Lorenzo Arandilla            | 3 de octubre | 13:05 |
| Deportivo Armenio | 0 - 1 | Sportivo Italiano      | Armenia                      | 3 de octubre | 14:30 |
| Comunicaciones    | 3 - 0 | Tristán Suárez         | Alfredo Ramos                | 3 de octubre | 15:30 |
| Atlanta           | 1 - 0 | Platense               | Don León Kolbovsky           | 3 de octubre | 20:45 |
| Colegiales        | 1 - 1 | Defensores de Belgrano | Colegiales                   | 4 de octubre | 12:00 |
| Almirante Brown   | 0 - 1 | Estudiantes            | Fragata Presidente Sarmiento | 4 de octubre | 12:05 |
| Almagro           | 0 - 1 | Fénix                  | Tres de Febrero              | 4 de octubre | 13:00 |
| Deportivo Merlo   | 2 - 1 | Acassuso               | José Manuel Moreno           | 5 de octubre | 14:00 |
| UAI Urquiza       | 4 - 1 | Deportivo Riestra      | Monumental de Villa Lynch    | 5 de octubre | 15:00 |
| Flandria          | 1 - 1 | Villa San Carlos       | Carlos V                     | 6 de octubre | 15:00 |
| Deportivo Español | 1 - 1 | Deportivo Morón        | Nueva España                 | 6 de octubre | 21:05 |

| Sportivo Italiano      | 0 - 0 | Almagro           | República de Italia       | 10 de octubre | 11:00 |
| Tristán Suárez         | 0 - 2 | Atlanta           | 20 de Octubre             | 10 de octubre | 13:10 |
| Barracas Central       | 0 - 0 | Deportivo Merlo   | Claudio Chiqui Tapia      | 10 de octubre | 15:00 |
| Estudiantes            | 2 - 0 | Deportivo Armenio | Ciudad de Caseros         | 10 de octubre | 15:30 |
| Villa San Carlos       | 1 - 1 | Colegiales        | Genacio Sálice            | 11 de octubre | 15:30 |
| Defensores de Belgrano | 0 - 0 | Brown de Adrogué  | Juan Pasquale             | 11 de octubre | 15:35 |
| Fénix                  | 1 - 1 | Deportivo Español | Monumental de Villa Lynch | 12 de octubre | 11:00 |
| Deportivo Riestra      | 2 - 1 | Almirante Brown   | Guillermo Laza            | 12 de octubre | 15:00 |
| Platense               | 0 - 0 | Flandria          | Ciudad de Vicente López   | 12 de octubre | 15:00 |
| Deportivo Morón        | 1 - 1 | Comunicaciones    | Nuevo Francisco Urbano    | 13 de octubre | 15:00 |
| Acassuso               | 0 - 0 | UAI Urquiza       | Ciudad de Vicente López   | 13 de octubre | 15:00 |

| Flandria          | 1 - 1 | Tristán Suárez         | Carlos V                  | 17 de octubre | 11:00 |
| Brown de Adrogué  | 1 - 0 | Villa San Carlos       | Lorenzo Arandilla         | 17 de octubre | 12:00 |
| Deportivo Armenio | 0 - 1 | Almagro                | Armenia                   | 17 de octubre | 15:00 |
| Colegiales        | 1 - 3 | Platense               | Colegiales                | 18 de octubre | 11:00 |
| UAI Urquiza       | 1 - 0 | Barracas Central       | Monumental de Villa Lynch | 18 de octubre | 11:00 |
| Atlanta           | 4 - 1 | Deportivo Morón        | Don León Kolbovsky        | 18 de octubre | 11:35 |
| Deportivo Merlo   | 1 - 2 | Defensores de Belgrano | José Manuel Moreno        | 18 de octubre | 13:00 |
| Almirante Brown   | 0 - 1 | Acassuso               | Armenia                   | 20 de octubre | 15:00 |
| Deportivo Español | 2 - 1 | Sportivo Italiano      | Nueva España              | 20 de octubre | 15:05 |
| Comunicaciones    | 0 - 0 | Fénix                  | Alfredo Ramos             | 20 de octubre | 15:30 |
| Estudiantes       | 4 - 1 | Deportivo Riestra      | Ciudad de Caseros         | 21 de octubre | 15:30 |

| Villa San Carlos       | 3 - 0 | Deportivo Merlo   | Genacio Sálice          | 30 de octubre  | 15:15 |
| Sportivo Italiano      | 1 - 0 | Comunicaciones    | República de Italia     | 31 de octubre  | 11:00 |
| Platense               | 0 - 0 | Brown de Adrogué  | Ciudad de Vicente López | 31 de octubre  | 13:10 |
| Almagro                | 3 - 2 | Deportivo Español | Tres de Febrero         | 31 de octubre  | 14:00 |
| Barracas Central       | 3 - 0 | Almirante Brown   | Claudio Chiqui Tapia    | 31 de octubre  | 15:00 |
| Tristán Suárez         | 1 - 2 | Colegiales        | 20 de Octubre           | 31 de octubre  | 15:00 |
| Defensores de Belgrano | 1 - 0 | UAI Urquiza       | Juan Pasquale           | 31 de octubre  | 19:10 |
| Acassuso               | 0 - 1 | Estudiantes       | Ciudad de Vicente López | 1 de noviembre | 12:35 |
| Fénix                  | 2 - 2 | Atlanta           | Armenia                 | 1 de noviembre | 15:00 |
| Deportivo Morón        | 1 - 1 | Flandria          | Nuevo Francisco Urbano  | 2 de noviembre | 15:00 |
| Deportivo Riestra      | 2 - 0 | Deportivo Armenio | Guillermo Laza          | 3 de noviembre | 15:00 |

| UAI Urquiza       | 0 - 0 | Villa San Carlos       | Monumental de Villa Lynch    | 6 de noviembre  | 15:00 |
| Comunicaciones    | 0 - 2 | Almagro                | Alfredo Ramos                | 7 de noviembre  | 13:10 |
| Deportivo Armenio | 1 - 1 | Deportivo Español      | Armenia                      | 7 de noviembre  | 15:00 |
| Colegiales        | 0 - 1 | Deportivo Morón        | Colegiales                   | 8 de noviembre  | 11:00 |
| Deportivo Merlo   | 2 - 1 | Platense               | José Manuel Moreno           | 8 de noviembre  | 11:00 |
| Atlanta           | 2 - 1 | Sportivo Italiano      | Don León Kolbovsky           | 8 de noviembre  | 11:00 |
| Flandria          | 1 - 0 | Fénix                  | Carlos V                     | 8 de noviembre  | 11:05 |
| Almirante Brown   | 0 - 0 | Defensores de Belgrano | Fragata Presidente Sarmiento | 8 de noviembre  | 12:05 |
| Brown de Adrogué  | 0 - 0 | Tristán Suárez         | Lorenzo Arandilla            | 8 de noviembre  | 12:05 |
| Estudiantes       | 1 - 2 | Barracas Central       | Ciudad de Caseros            | 8 de noviembre  | 12:10 |
| Deportivo Riestra | 0 - 0 | Acassuso               | Guillermo Laza               | 10 de noviembre | 15:00 |

| Sportivo Italiano      | 0 - 2 | Flandria          | República de Italia     | 13 de noviembre | 17:00 |
| Villa San Carlos       | 1 - 1 | Almirante Brown   | Genacio Sálice          | 13 de noviembre | 17:00 |
| Almagro                | 0 - 0 | Atlanta           | Tres de Febrero         | 13 de noviembre | 17:00 |
| Deportivo Español      | 2 - 0 | Comunicaciones    | Nueva España            | 14 de noviembre | 17:00 |
| Platense               | 2 - 0 | UAI Urquiza       | Ciudad de Vicente López | 14 de noviembre | 17:00 |
| Tristán Suárez         | 2 - 0 | Deportivo Merlo   | 20 de Octubre           | 14 de noviembre | 17:00 |
| Barracas Central       | 5 - 4 | Deportivo Riestra | Claudio Chiqui Tapia    | 14 de noviembre | 17:00 |
| Fénix                  | 2 - 2 | Colegiales        | Armenia                 | 14 de noviembre | 17:00 |
| Defensores de Belgrano | 0 - 0 | Estudiantes       | Juan Pasquale           | 14 de noviembre | 17:30 |
| Deportivo Morón        | 1 - 2 | Brown de Adrogué  | Nuevo Francisco Urbano  | 14 de noviembre | 17:30 |
| Acassuso               | 1 - 0 | Deportivo Armenio | Ciudad de Vicente López | 15 de noviembre | 17:00 |

## Torneo reducido por el segundo ascenso y la definición a la Copa Argentina 2015-16
Los 8 equipos que concluyeron del 2.º al 9.º lugar en la tabla final de posiciones participan del Reducido. El mismo consiste en un mini torneo por eliminación directa que inició enfrentándose en cuartos de final. Los ganadores avanzaron a las semifinales, cuyos vencedores disputarán la final. Los dos primeras instancias se jugaron a un único partido, que se disputó en el estadio del equipo mejor posicionado en la fase regular. Por su parte, la final se disputará a dos partidos, se cerrará en la cancha del mejor ubicado y, en caso de ser necesario por existir un empate en puntos y diferencia de gol al finalizar la serie, será definida por tiros desde el punto penal.
El ganador del mini torneo obtuvo el segundo ascenso a la Primera B Nacional. Los semifinalistas clasificaron a la Copa Argentina 2015-16.

### Cuartos de final
Los cuatro ganadores de esta instancia: Estudiantes, Defensores de Belgrano, Deportivo Morón y Almagro pasaron a las semifinales y, además, clasificaron a la Copa Argentina 2015-16.
| 18 de noviembre, 17:05 | Estudiantes                     | 2:0 (1:0) | Platense | Estadio Ciudad de Caseros, Caseros                          |                                                             |
|                        | N. Benítez 38' · B. Gómez 90+4' | Reporte   |          | Asistencia: 2600 espectadores Árbitro(s): Eduardo Gutiérrez | Asistencia: 2600 espectadores Árbitro(s): Eduardo Gutiérrez |

| 18 de noviembre, 21:00 | Defensores de Belgrano    | 1:1 (0:1) (3:2 p.)         | Tristán Suárez                                     | Estadio Juan Pasquale, Buenos Aires                       |                                                           |
|                        | G. Gil 87'                | Reporte                    | Costa 45+1'                                        | Asistencia: 4000 espectadores Árbitro(s): Germán Bermúdez | Asistencia: 4000 espectadores Árbitro(s): Germán Bermúdez |
|                        |                           | Tiros desde el punto penal |                                                    |                                                           |                                                           |
|                        | Goux · Gil · Sosa · Buono |                            | Huichulef · Agorreca · Melián · Igartúa · Gurrieri |                                                           |                                                           |

| 18 de noviembre, 21:00 | Atlanta           | 1:2 (0:0) | Almagro                            | Estadio Don León Kolbowsky, Buenos Aires                 |                                                          |
|                        | Mancinelli 90+29' | Reporte   | Ronconi 90+28' · Altamirano 90+34' | Asistencia: 4500 espectadores Árbitro(s): Carlos Stoklas | Asistencia: 4500 espectadores Árbitro(s): Carlos Stoklas |

| 18 de noviembre, 17:00 | Barracas Central | 0:2 (0:1) | Deportivo Morón              | Estadio Claudio Chiqui Tapia, Buenos Aires            |                                                       |
|                        |                  | Reporte   | Mendieta 31' · Altobelli 75' | Asistencia: 585 espectadores Árbitro(s): Pablo Dóvalo | Asistencia: 585 espectadores Árbitro(s): Pablo Dóvalo |

### Cuadro de desarrollo
|  | Semifinales            | Semifinales            | Semifinales     |   |   |   | Final                            | Final                            | Final                            | Final                            | Final                            |  |
|  | 24 de noviembre        | 24 de noviembre        | 24 de noviembre |   |   |   | 28 de noviembre y 7 de diciembre | 28 de noviembre y 7 de diciembre | 28 de noviembre y 7 de diciembre | 28 de noviembre y 7 de diciembre | 28 de noviembre y 7 de diciembre |  |
|  |                        |                        |                 |   |   |   |                                  |                                  |                                  |                                  |                                  |  |
|  | Estudiantes            | Estudiantes            | 1               |   |   |   |                                  |                                  |                                  |                                  |                                  |  |
|  | Almagro                | Almagro                | 3               |   |   |   |                                  |                                  |                                  |                                  |                                  |  |
|  |                        |                        |                 |   |   |   | Almagro                          | Almagro                          | 4                                | 1                                | 5                                |  |
|  |                        | Deportivo Morón        | Deportivo Morón | 0 | 1 | 1 |                                  |                                  |                                  |                                  |                                  |  |
|  | Defensores de Belgrano | Defensores de Belgrano | 1               |   |   |   |                                  |                                  |                                  |                                  |                                  |  |
|  | Deportivo Morón        | Deportivo Morón        | 2               |   |   |   |                                  |                                  |                                  |                                  |                                  |  |

### Semifinales
| 24 de noviembre, 17:05                                                                                                 | Estudiantes  | 1:3 (1:1) | Almagro                                  | Estadio Ciudad de Caseros, Caseros                     |                                                        |
| | H. Lopes 19' | Reporte   | Ronconi 45+1' · Ruiz Sosa 52' · Arce 61' | Asistencia: 5000 espectadores Árbitro(s): Ramiro López | Asistencia: 5000 espectadores Árbitro(s): Ramiro López |
| Suspendido a los 32' del segundo tiempo, por disturbios provocados por la parcialidad local. Se lo dio por finalizado. |              |           |                                          |                                                        |                                                        |

| 24 de noviembre, 21:05 | Defensores de Belgrano | 1:2 (1:2) | Deportivo Morón                     | Estadio Juan Pasquale, Buenos Aires                      |                                                          |
|                        | Barbieri 36'           | Reporte   | Yassogna 24' · Altobelli 35' (pen.) | Asistencia: 4000 espectadores Árbitro(s): Héctor Paletta | Asistencia: 4000 espectadores Árbitro(s): Héctor Paletta |

### Final
| 28 de noviembre, 17:35 | Almagro                                                 | 4:0 (1:0) | Deportivo Morón | Estadio Tres de Febrero, José Ingenieros                   |                                                            |
|                        | Colombini 2' · Arce 46' · Altamirano 52' · Quiroz 90+1' | Reporte   |                 | Asistencia: 8000 espectadores Árbitro(s): Alejandro Castro | Asistencia: 8000 espectadores Árbitro(s): Alejandro Castro |

| 7 de diciembre, 17:05 | Deportivo Morón | 1:1 (0:0) | Almagro            | Estadio Nuevo Francisco Urbano, Morón                       |                                                             |
|                       | Mendieta 57'    | Reporte   | Castano 87' (pen.) | Asistencia: 18000 espectadores Árbitro(s): Nicolás Lamolina | Asistencia: 18000 espectadores Árbitro(s): Nicolás Lamolina |

## Entrenadores
| Listado de entrenadores | Listado de entrenadores      | Listado de entrenadores |
| Equipo                  | Entrenadores                 | Fechas                  |
| ----------------------- | ---------------------------- | ----------------------- |
| Acassuso                | Walter Otta                  | 1.ª a 29.ª              |
| Acassuso                | Gastón Ramondino             | 30.ª a 42.ª             |
| Almagro                 | Mario Finarolli              | 1.ª                     |
| Almagro                 | Luis Tonelotto Roberto Demus | 2.ª a 10.ª              |
| Almagro                 | Fernando Ruiz                | 11.ª a 42.ª             |
| Almirante Brown         | Osvaldo Rodríguez            | 1.ª a 20.ª              |
| Almirante Brown         | Juan Barbas (Interino)       | 21.ª                    |
| Almirante Brown         | Ricardo Kuzemka              | 22.ª a 29.ª             |
| Almirante Brown         | Juan Barbas (Interino)       | 30.ª                    |
| Almirante Brown         | Omar Leguizamón (Interino)   | 31.ª                    |
| Almirante Brown         | Osvaldo Rodríguez            | 32.ª a 42.ª             |
| Atlanta                 | Arnaldo Sialle               | 1.ª a 31.ª              |
| Atlanta                 | Aníbal Biggeri               | 32.ª a 42.ª             |
| Barracas Central        | Salvador Daniele             | 1.ª a 24.ª              |
| Barracas Central        | Marcelo Barrera              | 25.ª a 42.ª             |
| Brown                   | Pablo Vicó                   | 1.ª a 42.ª              |
| Colegiales              | Fernando De Souza            | 1.ª a 26.ª              |
| Colegiales              | Juan José Serrizuela         | 27.ª a 42.ª             |
| Comunicaciones          | Eduardo Pizzo                | 1.ª a 42.ª              |
| Defensores de Belgrano  | Rodolfo Della Picca          | 1.ª a 42.ª              |
| Deportivo Armenio       | Federico Domínguez           | 1.ª a 17.ª              |
| Deportivo Armenio       | Pulciano Aquino              | 18.ª a 42.ª             |
| Deportivo Español       | Sergio Gómez Favio Orsi      | 1.ª a 18.ª              |
| Deportivo Español       | Eduardo Rizzo (Interino)     | 19.ª                    |
| Deportivo Español       | Pedro Bocca                  | 20.ª a 35.ª             |
| Deportivo Español       | Hugo Smaldone                | 36.ª a 42.ª             |
| Deportivo Merlo         | Ariel Zárate                 | 1.ª a 25.ª              |
| Deportivo Merlo         | Salvador Pasini              | 26.ª a 42.ª             |
| Deportivo Morón         | Blas Armando Giunta          | 1.ª a 42.ª              |
| Deportivo Riestra       | Leonardo Ragazzo             | 1.ª a 35.ª              |
| Deportivo Riestra       | Pedro Bocca                  | 36.ª a 42.ª             |
| Estudiantes             | Fabián Anselmo               | 1.ª a 11.ª              |
| Estudiantes             | Juan Carlos Kopriva          | 12.ª a 42.ª             |
| Fénix                   | Gustavo Cisneros             | 1.ª a 32.ª              |
| Fénix                   | Atilio Svampa                | 33.ª a 42.ª             |
| Flandria                | Felipe De la Riva            | 1.ª a 20.ª              |
| Flandria                | Raúl Balmaceda (Interino)    | 21.ª                    |
| Flandria                | Fernando De Sarasqueta       | 22.ª a 27.ª             |
| Flandria                | Damián Marchio (Interino)    | 28.ª                    |
| Flandria                | Sergio Gómez Favio Orsi      | 29.ª a 42.ª             |
| Platense                | Roque Raúl Alfaro            | 1.ª a 5.ª               |
| Platense                | Pedro Bocca                  | 6.ª a 19.ª              |
| Platense                | Jorge Brandoni (Interino)    | 20.ª                    |
| Platense                | Fabián Anselmo               | 21.ª a 42.ª             |
| Sportivo Italiano       | Salvador Pasini              | 1.ª a 11.ª              |
| Sportivo Italiano       | Néstor Ferraresi             | 12.ª a 27.ª             |
| Sportivo Italiano       | Julio César Toresani         | 28.ª a 42.ª             |
| Tristán Suárez          | Pedro Monzón                 | 1.ª a 42.ª              |
| UAI Urquiza             | Guillermo De Lucca           | 1.ª a 28.ª              |
| UAI Urquiza             | Germán Portanova (Interino)  | 29.ª a 42.ª             |
| Villa San Carlos        | Martín Zuccarelli            | 1.ª a 5.ª               |
| Villa San Carlos        | Carlos Gorostieta (Interino) | 6.ª                     |
| Villa San Carlos        | Osvaldo Ingrao               | 7.ª a 42.ª              |

## Goleadores
| Pos. | Jugador              | Jugador           | Goles | Equipo            |
| ---- | -------------------- | ----------------- | ----- | ----------------- |
| 1°   | Bandera de Argentina | Jonathan Herrera  | 29    | Deportivo Riestra |
| 2°   | Bandera de Argentina | Oscar Altamirano  | 20    | Almagro           |
| 2°   | Bandera de Argentina | Emiliano Bonfigli | 20    | Atlanta           |
| 2°   | Bandera de Argentina | Abel Soriano      | 20    | Barracas Central  |
| 3°   | Bandera de Argentina | Diego Torres      | 17    | Estudiantes       |

Fuente: Solo Ascenso - Goleadores